# Orde van Ambtelijke Verdienste
De Orde van Ambtelijke Verdienste, (Koreaans: 근정훈장, geunjeonghunjang) werd in 1973 ingesteld en dient als belangrijkste onderscheiding voor de ambtenaren van de Koreaanse Republiek oftewel Zuid-Korea. De onderscheiding mag volgens haar statuten beslist niet aan militairen en burgerpersoneel van de strijdkrachten worden verleend.
De kleuren van de linten en de kleuren van de batons komen niet met de naam overeen. Het lint van de grootkruisen is oranje en de baton is oranje met twee brede rode strepen. De rozetten op de linten van de IVe en Ve Klasse komen niet op de batons voor.
Er zijn vijf graden.
Deze orde is onderverdeeld in 
- De medaille met blauwe strepen

Een grootkruis aan een oranje lint, zónder strepen.
De baton heeft twee brede rode strepen langs de rand.
- De medaille met gele strepen

Een commandeurskruis met ster aan een oranje lint met vier rode strepen langs de rand.
- De medaille met rode strepen

Een commandeurskruis aan een oranje lint met drie donkerrode strepen langs de rand. 
- De medaille met groene strepen

Een officierskruis aan een oranje lint met twee rode strepen langs de rand.
en de
- Medaille met aquamarijnkleurige strepen.

Een officierskruis aan een oranje lint met een rode streep langs de rand.
De kleinoden zijn vijfpuntige gouden sterren met daarop een ster met drie rode armen.

## Bekende dragers
- Ban Ki-moon, De medaille met blauwe strepen (vergelijkbaar met de 1e klasse)
- Cristian Barros, De medaille met blauwe strepen
- Kim Duck-soo